# Killah Priest
Killah Priest, pseudonimo di Walter Reed (16 agosto 1970), è un rapper statunitense.
Fa parte dei Sunz of Man, gruppo originario di Brooklyn e affiliato al collettivo Wu-Tang Clan.

## Discografia
- 1998 - Heavy Mental
- 2000 - View from Masada
- 2001 - Priesthood
- 2003 - Black August
- 2007 - The Offering
- 2008 - Behind the Stained Glass
- 2009 - The Exorcist
- 2009 - Elizabeth
- 2010 - The 3 Day Theory
- 2013 - The Psychic World of Walter Reed
- 2015 - Planet of the Gods
- 2020 - Rocket to Nebula
- 2021 - Lord Sun Heavy Mental 1.1
- 2021 - Summer End Cafe
- 2022 - The Three Fantastic Supermen EPics
- 2022 - Horrah Scope
- 2023 - Forest of the Happy Ever After